# Martin Esslin
Martin Esslin est un écrivain et critique littéraire britannique, né à Budapest en Hongrie le 6 juin 1918 et décédé, à l'âge de 83 ans, à Londres le 24 février 2002 à la suite d'une longue bataille face à la maladie de Parkinson.

## Biographie
Expatrié avec sa famille à Vienne en Autriche, Martin Esslin poursuit des études d'anglais et de philosophie à l'université.
Il commence une carrière d'acteur sur la scène du Séminaire d'arts dramatiques de Max Reinhardt mais, en 1938, à l'aube de ces débuts au théâtre, l'occupation nazie de l'Autriche le force à quitter le pays.
Il passe un an à Bruxelles, en Belgique, avant de s'installer en Grande-Bretagne où il devient scénariste et producteur pour la BBC.
Il est ensuite promu à la tête du théâtre dramatique radiophonique, durant les années 1960. Il y réalise son rêve en créant le « théâtre national » qu'il dirigera jusqu'à la fin de sa vie.
Pendant cette période, la BBC produit des centaines de pièces radiophoniques, qu'il traduit en anglais avec son équipe.
Martin Esslin est notamment connu pour avoir défini, dans un de ses essais, la notion de « théâtre de l'absurde », expression devenue populaire depuis lors.

## Source
- (en) Cet article est partiellement ou en totalité issu de l’article de Wikipédia en anglais intitulé « Martin Esslin » (voir la liste des auteurs).